# Invisible Cinema
Invisible Cinema è il quinto album in studio, come leader, di Aaron Parks. Registrato tra il 20 e il 22 gennaio del 2008 principalmente presso l'ObliqSound Studio, Brooklyn a New York è stato pubblicato dalla Blue Note Records il 19 agosto del 2008. Rappresenta il debutto di Parks da leader con la Blue Note. Nate Chinen, critico musicale del New York Times, ha aggiunto il disco tra I 129 album essenziali del XXI secolo (finora), lista presente nel libro La musica del cambiamento.

## Tracce
Tutti i brani, sono stati composti da Aaron Parks
1. Travelers – 5:34
2. Peaceful Warrior – 9:39
3. Nemesis – 6:14
4. Riddle Me This – 2:43
5. Into the Labyrinth – 2:53
6. Karma – 8:06
7. Roadside Distraction – 2:44
8. Harvesting Dance – 9:35
9. Praise – 4:43
10. Afterglow – 2:45

Durata totale: 54:56

## Formazione
- Aaron Parks – pianoforte, mellotron, glockenspiel
- Mike Moreno – chitarra
- Matt Penman – contrabbasso
- Eric Harland – batteria[3]